# Pečanský vrch
Pečanský vrch (634,6 m n. m.) je vrch v pohoří Pohronský Inovec. Leží nad obcí Tekovské Nemce, asi 8 km východně od města Zlaté Moravce.

## Poloha
Nachází se v jižní části pohoří, v geomorfologickém podcelku Veľký Inovec. Vrchol leží v Nitranském kraji, v okrese Zlaté Moravce a v katastrálním území obce Tekovské Nemce.

## Popis
Pečanský vrch leží jižně od nejvyšší části pohoří, na jednom z jižních výběžků masivu Inovce. Na západě se nachází vrch Krivá (714 m n. m.), sedlo odděluje na severu přilehlý Malý Inovec (870 m n. m.), na severovýchodě leží Velký Inovec (901 m n. m.), na východě Stavanský vrch (771 m n. m.), a na jihovýchodě se nachází Hrebeňová hora (548 m n. m.). Vrch leží v povodí Hronu, kam směřuje Tekovský potok, odvodňující východní svahy, a jeho přítok Inovecký potok, odvodňující západní část masivu. Nejbližšími sídly na jihu jsou Čaradice a Tekovské Nemce, na východě Orovnica a Obyce na severovýchodě.

### Výhledy
Lesní porosty Pečanského vrchu neumožňují souvislejší výhled, ale z menších míst s nižší vegetací je vidět na sousední vrchy, pohoří a blízkou Podunajskou pahorkatinu. Horský hřeben s vyššími vrchy zastiňuje okolní hory, takže z vhodných míst jsou vidět pouze vrchy v Maďarsku.

## Přístup
Na vrchol nevede žádná značená cesta, přístup je možný přes les, odbočením ze  žluté turistické značky z Tekovských Nemiec do Inoveckého sedla (napojení na Rudnou magistrálu).